# 6670 Wallach
6670 Wallach este un asteroid din centura principală de asteroizi.

## Descriere
6670 Wallach este un asteroid din centura principală de asteroizi. A fost descoperit pe 4 iunie 1994 la Observatorul Palomar de Carolyn S. Shoemaker și David H. Levy. Asteroidul prezintă o orbită caracterizată de o semiaxă mare de 2,73 ua, o excentricitate de 0,29 și o înclinație de 20,2° în raport cu ecliptica.